# راژگانگپور
راژگانگپور (به انگلیسی: Rajgangpur) یک منطقهٔ مسکونی در هند است که در بخش سوندرگار واقع شده‌است. راژگانگپور ۵۱٬۳۶۲ نفر جمعیت دارد.